# 김재필
김재필(金梓弼, ? ~ ?)은 일제강점기 당시 중국에서 활동했던 경찰이다.

## 생애
1932년 12월 16일부터 1937년까지 지린(吉林, 길림) 일본 총영사관 판스(磐石, 반석)경찰분서에서 순사로 근무했다. 1935년 1월 28일 중국 공산당 판스 현(盤石縣, 반석현) 중심현위원회 간부 겸 반북구위 반일부녀회장으로 재직 중이던 박한호(朴漢浩)를 체포했으며 1935년 3월 길림해룡철로노동조합원 110여 명을 체포했다.
1936년 9월 6일 중국 판스 현(반석현)에서 활동하던 항일 운동가 두대포(杜大包)를 사살했으며 1937년 5월 중국 공산당 반석현 중심현위원회 초묘자(草廟子) 지부 서기 왕만생(王萬生)과 관련자 50여 명을 체포하는 한편 이들이 갖고 있던 무기와 탄약, 문건을 압수했다.
1936년 8월 1일 중국 판스 현(반석현)에서 활동하던 항일 운동 세력 탄압에 참여한 공로를 인정받아 일본 정부로부터 훈8등 서보장을 받았으며 1937년 11월 27일 경찰 관리 공로 기장을 받았다. 
민족문제연구소의 친일인명사전 수록자 명단의 해외 부문, 친일반민족행위진상규명위원회가 발표한 친일반민족행위 705인 명단에 포함되었다.

## 참고자료
- 친일반민족행위진상규명위원회 (2009). 〈김재필〉. 《친일반민족행위진상규명 보고서 Ⅳ-4》. 서울. 70~79쪽.